# Abrahám Leuthner
Abrahám Leuthner von Grundt (kolem 1640 – 12. ledna 1701) byl český barokní stavitel, architekt a autor prvního českého architektonického vzorníku.

## Život
Narodil se kolem roku 1640 na panství Pürchenstein u Pasova v Bavorsku (někdy se jako rodiště uvádí Vlčtejn u Plzně roku 1639). Zde také vyrůstal v německé rodině, kterou záhy opustil a vydal se jako polír do Čech. Dne 6. listopadu 1665 se stal měšťanem Nového města pražského a brzy poté váženým stavebním podnikatelem. Dosáhl titulu „císařský vrchní stavební mistr v království českém“. Zemřel 12. ledna 1701 v Praze.

## Profesní dráha

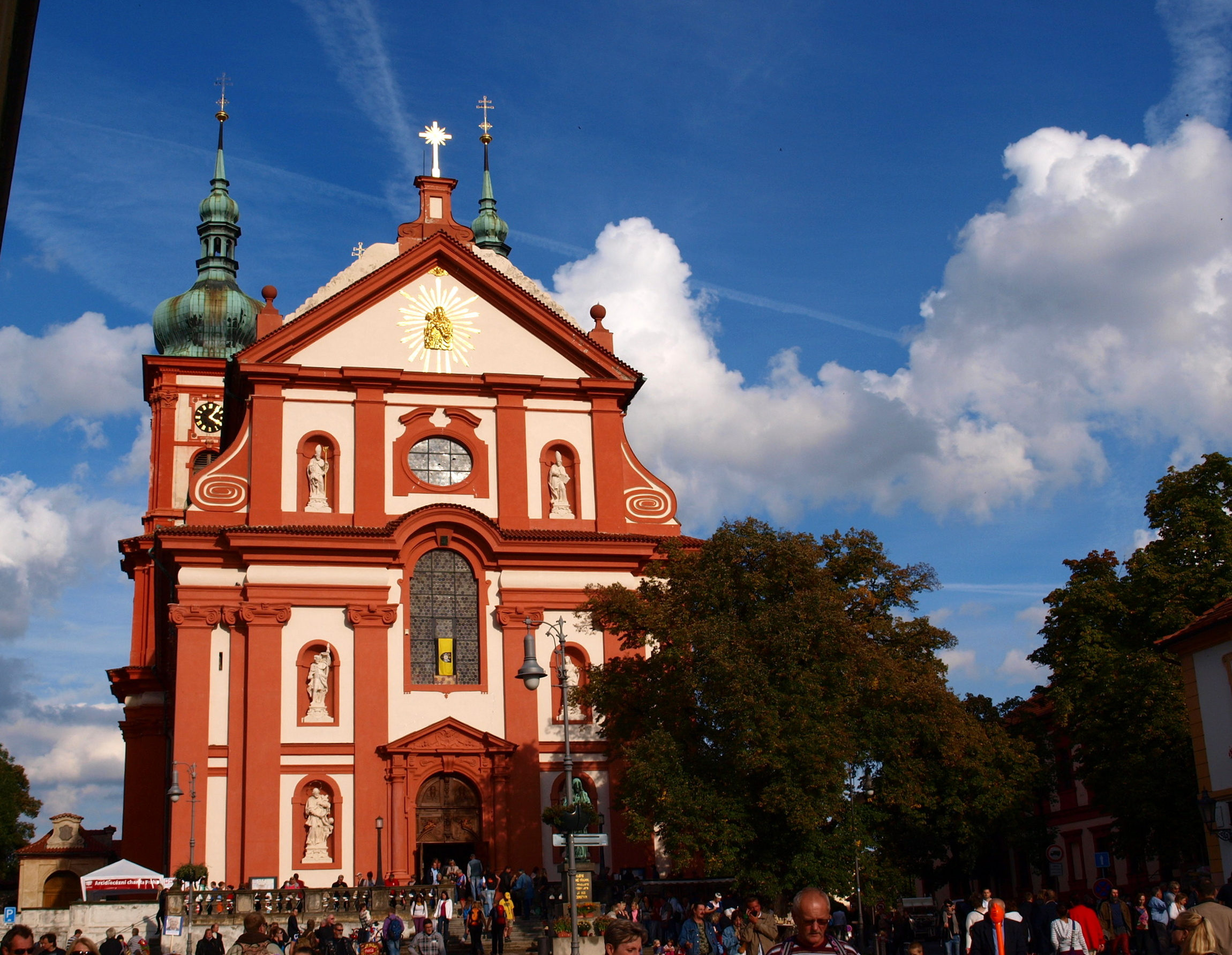
Poutní kostel Nanebevzetí Panny Marie ve Staré Boleslavi

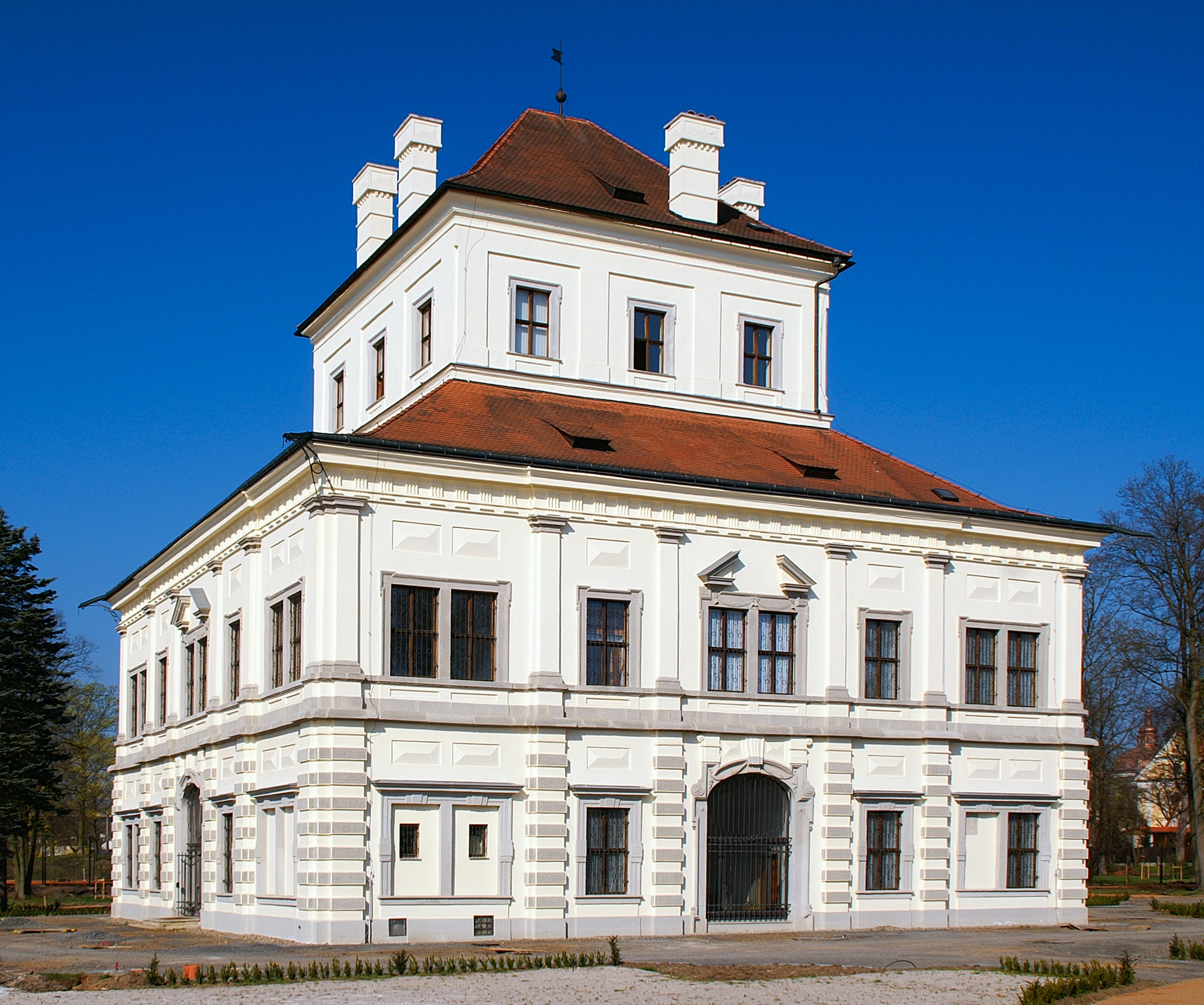
Ostrov nad Ohří, letohrádek v zámeckém parku

Působil především v západních Čechách, Praze a Bavorsku, pracoval pro šlechtu i církev. Byl žákem Carla Luraga a Francesca Carattiho a stal se prvním českým barokním architektem, který nebyl italského původu.
Ve Valdasích se podílel na stavbě cisterciáckého kláštera Valdsasy, v Mnichově na stavbě kostela sv. Kajetána. Podle vlastního návrhu postavil radnici v Lokti. V blízkém Chebu postavil dominikánský kostel sv. Václava a byl zde pevnostním stavitelem, je také autorem barokního opevnění chebského hradu. Vedle Velkého letohrádku a zámku v Ostrově začal realizovat i přestavbu zámku v Zákupech. Pod vedením Carla Luraga a Francesca Carratiho prováděl stavbu pražského Černínského paláce.
V roce 1677 vyšlo v Praze jeho kompendium o architektuře, zdobené mnoha rytinami. Jednalo se o významný teoretický spis "Grundtliche Darstellung der fünff Seyllen" (Důkladné vyobrazení pěti sloupů), obsahující slohové řády, příklady půdorysů a průčelí paláců a kostelů, portály, kašny apod. Šlo o jakýsi architektonický vzorník, v Česku první svého druhu, který byl hojně používán pozdějšími architekty a staviteli.

## Dílo
- Černínský palác (1668–1672)
- letohrádek v Ostrově (1673–1679)
- kostel sv. Václava v Chebu (1674–1689)
- severní věž kostela Nanebevzetí Panny Marie ve Staré Boleslavi (1675)
- chebské opevnění (1680–1700)
- klášter Valdsasy ve Waldsassenu (1681–1682)
- radnice v Lokti (1682–1690)

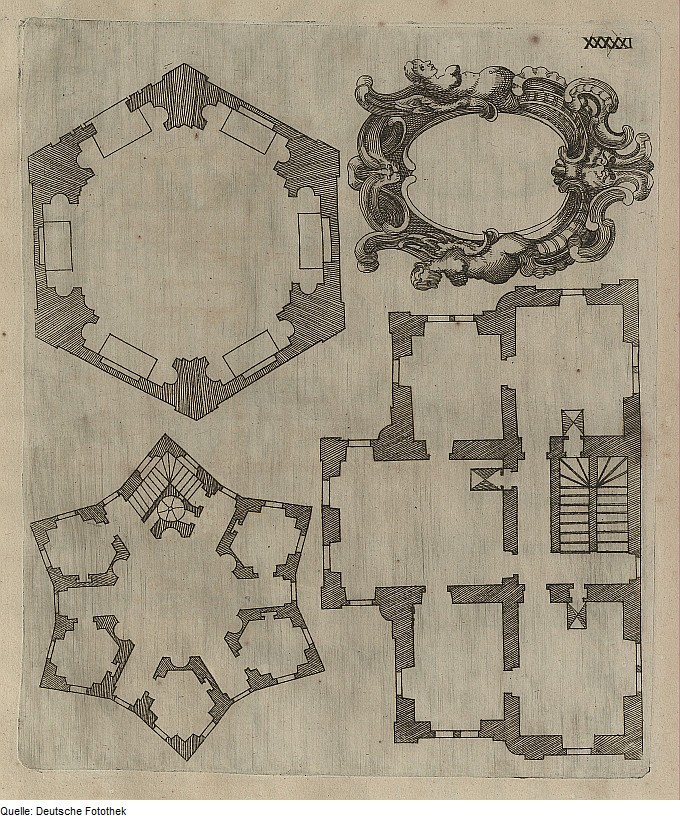
Projekty parkových budov Abraháma Leuthnera
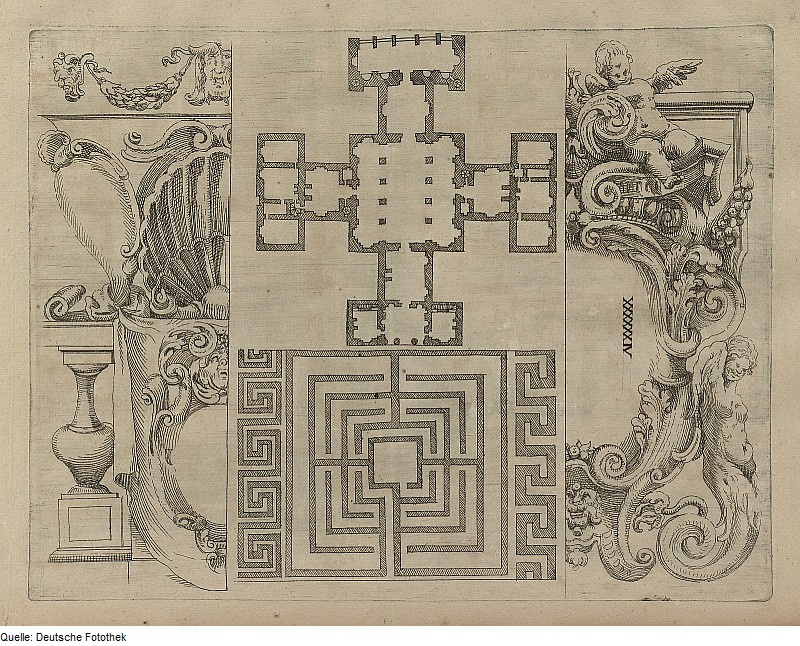
Abrahám Leuthner, projekt paláce a labyrintu
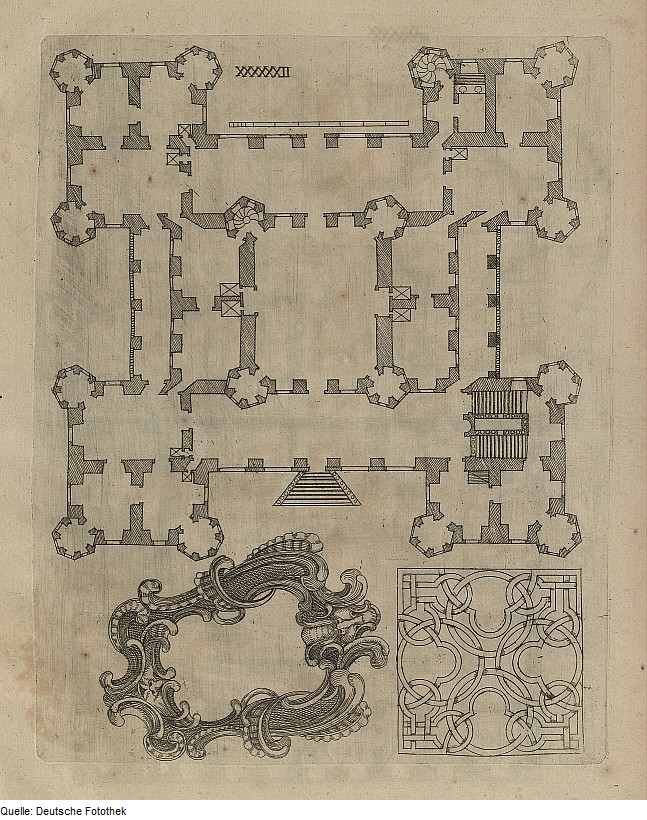
Abrahám Leuthner, zámecká budova s věžemi
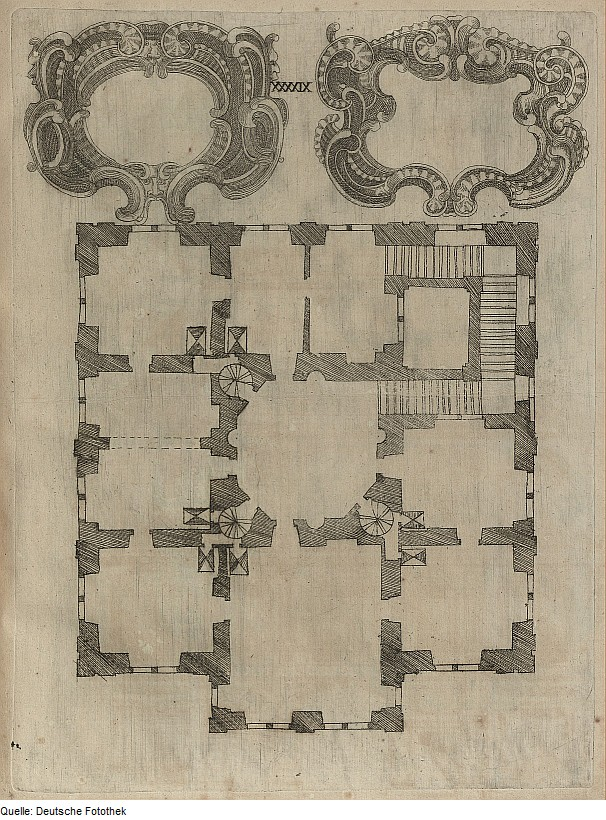
Abrahám Leuthner, architektonický projekt

## Zajímavosti
Zaměstnával všech pět bratrů Dientzenhoferů, z nichž prostřední Kryštof Dientzenhofer byl otcem slavného architekta Kiliána Ignáce Dientzenhofera.

## Příjmení
Existuje více historických podob jeho jména a příjmení Abraháma Leuthnera: Abraham, Avraam, Leitner, Leutner, Leidner, Leittner, Leüthner, Lentner, někdy se psal také s predikátem von Grundt.